# خدمت سربازی مدنی
خدمت وظیفه عمومی الزامی برای غیرنظامیان به منظور انجام کار اجباری برای دولت است. این نوع کار باید با موارد استثنایی در توافق‌نامه‌های بین‌المللی مطابقت داشته باشد، در غیر این صورت می‌تواند در گروه بیگاری باشد. دو نوع اساسی در خدمت سربازی وجود دارد. از یک طرف، می‌توان یک سرویس اجباری را به‌طور موقت در زمان جنگ و سایر مواقع اضطراری مانند بحران شدید اقتصادی یا حوادث طبیعی خارق‌العاده برای ارائه خدمات اساسی به مردم در نظر گرفت. این موارد شامل مراقبت‌های پزشکی، تجهیزات غذایی، تجهیزات صنایع دفاعی یا اقدامات پاکسازی، به دنبال یک آب و هوای شدید یا یک فاجعه زیست‌محیطی برای مدت زمان اضطراری است؛ بنابراین، اعتصاب به‌طور کلی در طول  بسیج مدنی غیرقانونی است. از طرف دیگر، ممکن است یک سرویس اجباری گردان برای مدت زمان طولانی تری لازم باشد، به عنوان مثال به منظور حصول اطمینان از حفاظت از آتش‌سوزی در جامعه یا انجام کارهای زیرساختی در سطح محلی یا محلی.

## وضعیت قانونی

کشورهای عضو کنوانسیون (سبز). اعضای ILO که تصویب نکردند با رنگ قرمز نشان داده می‌شوند

اعزام به خدمت سربازی مستثنی از  کنوانسیون کار اجباری سال ۱۹۳۰ سازمان بین‌المللی کار (ILO) است و بنابراین بیگاری شامل این موارد نمی‌شود:
- هر کار یا خدمتی که به موجب قوانین خدمت سربازی اجباری برای کارهایی با ویژگی صرفاً نظامی انجام شده باشد.
- هر کار یا خدمتی که بخشی از  تعهدات عادی شهروندی شهروندان یک کشور کاملاً خودگردان را تشکیل دهد.
- هر کار یا خدمتی که در نتیجه محکومیت در دادگاه از هر شخصی گرفته شود، مشروط بر اینکه کار یا خدمات مذکور تحت نظارت و کنترل یک مرجع عمومی انجام شود و شخص مذکور در آنجا استخدام نشود یا  در اختیار اشخاص خصوصی، شرکتها یا انجمنها قرار نگیرد.
- هر کار یا خدمتی که در موارد اضطراری انجام شود، به عبارت دیگر، در صورت جنگ، یک فاجعه تهدیدآمیز، مانند آتش‌سوزی، سیل، قحطی، زلزله، بیماری‌های همه گیر یا  اپیزوتیک، حمله توسط حیوان، حشره یا  آفات سبزیجات و به‌طور کلی هر شرایطی که وجود یا رفاه کل یا بخشی از جمعیت را به خطر بیندازد.
- خدمات عمومی جزئی، از نوعی که توسط اعضای جامعه در جهت منافع مستقیم جامعه مذکور انجام می‌شود، و بنابراین می‌تواند به عنوان تعهدات عادی شهروندی که بر عهده اعضای جامعه است تلقی شود، مشروط بر اینکه اعضای جامعه یا آنها در رابطه با نیاز به چنین خدماتی حق مشاوره داشته باشند.

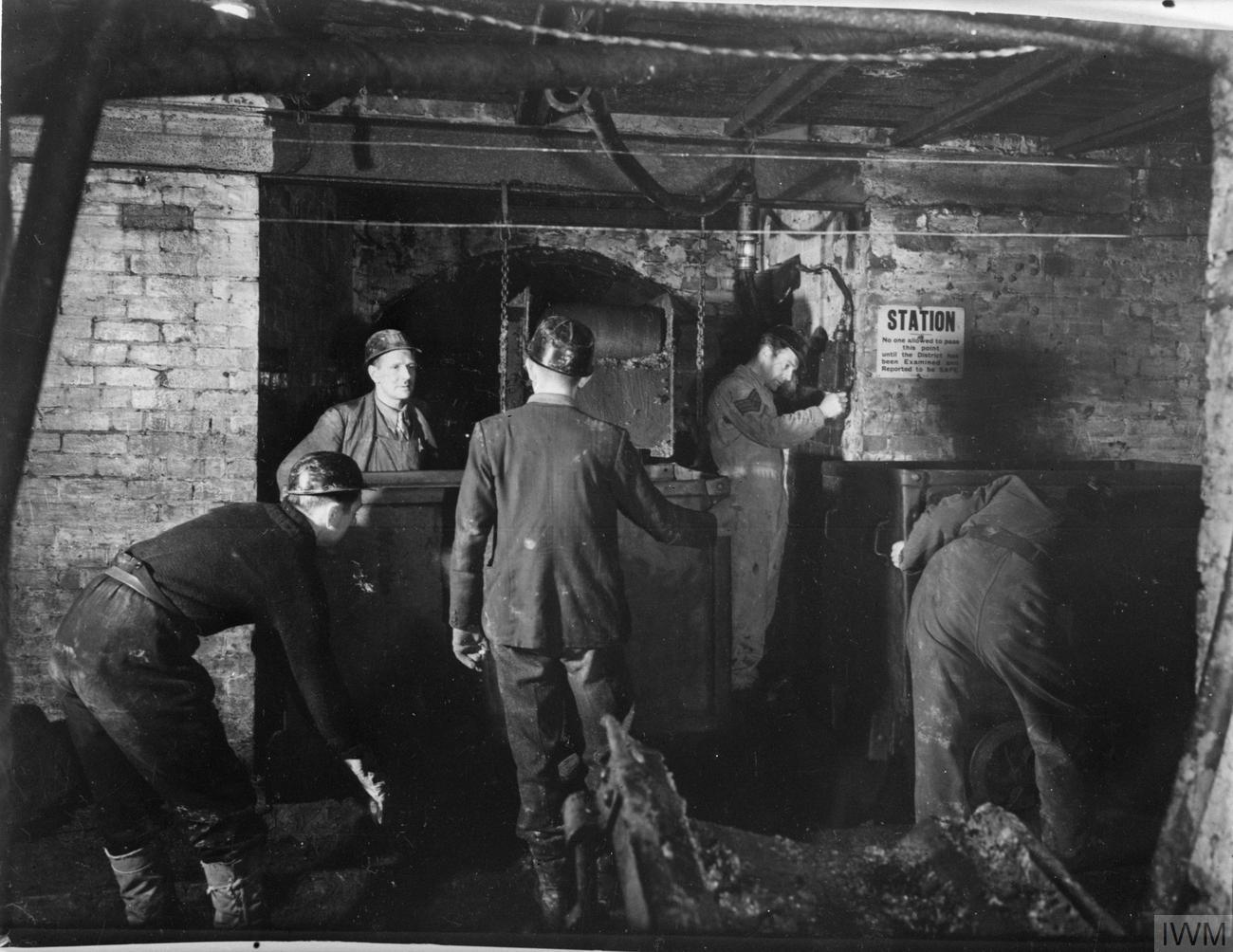
پسرهای Bevin در حال آموزش از یک معدنچی باتجربه در اولرتون، ناتینگهام شایر، فوریه ۱۹۴۵

| سال  | کارگران                                   |
| ---- | ----------------------------------------- |
| ۲۰۱۰ | رانندگان کامیون                           |
| ۲۰۱۱ | کارکنان نظافت شهرداری                     |
| ۲۰۱۳ | کارگران در مترو، تراموا و راه‌آهن برقی آتن |
| ۲۰۱۳ | کارگران دریایی                            |
| ۲۰۱۳ | معلمان دبیرستان                           |
| ۲۰۱۴ | کارگران برق                               |